# Glukuronozil-N-acetilgalaktozaminil-proteoglikan 4-b-N-acetilgalaktozaminiltransferaza
Glukuronozil--acetilgalaktozaminil-proteoglikan 4-b--acetilgalaktozaminiltransferaza (EC 2.4.1.175, N-acetilgalaktozaminiltransferaza II, UDP-N-acetil--galaktozamin:D-glukuronil-N-acetil-1,3-beta-D-galaktozaminilproteoglikan beta-1,4--acetilgalaktozaminiltransferaza, hondroitinska sintaza, glukuronil-N-acetilgalaktozaminilproteoglikan beta-1,4--acetilgalaktozaminiltransferaza, uridin difosfoacetilgalaktozamin-hondroitinska acetilgalaktozaminiltransferaza II) je enzim sa sistematskim imenom UDP-N-acetil-D-galaktozamin:beta-D-glukuronazil-(1->3)--acetil-beta--galaktozaminil-proteoglikan 4-beta-N-acetilgalaktozaminiltransferaza. Ovaj enzim katalizuje sledeću hemijsku reakciju
UDP--acetil--galaktozamin + beta-D-glukuronazil-(1->3)--acetil-beta--galaktozaminil-proteoglikan {\displaystyle \rightleftharpoons } UDP + N-acetil-beta--galaktozaminil-(1->4)-beta-D-glukuronazil-(1->3)--acetil-beta--galaktozaminil-proteoglikan
Ovaj enzim učestvuje u biosintezi hondroitin sulfata.

## Literatura
- Nicholas C. Price; Lewis Stevens (1999). Fundamentals of Enzymology: The Cell and Molecular Biology of Catalytic Proteins (Third изд.). USA: Oxford University Press. ISBN 019850229X.
- Eric J. Toone (2006). Advances in Enzymology and Related Areas of Molecular Biology, Protein Evolution (Volume 75 изд.). Wiley-Interscience. ISBN 0471205036.
- Branden C; Tooze J. Introduction to Protein Structure. New York, NY: Garland Publishing. ISBN 0-8153-2305-0.
- Irwin H. Segel. Enzyme Kinetics: Behavior and Analysis of Rapid Equilibrium and Steady-State Enzyme Systems (Book 44 изд.). Wiley Classics Library. ISBN 0471303097.

## Spoljašnje veze
- Glucuronosyl-N-acetylgalactosaminyl-proteoglycan+4-beta-N-acetylgalactosaminyltransferase на 